# باتريك أوسوليفان
باتريك أوسوليفان (بالإنجليزية: Patrick O'Sullivan)‏ هو لاعب هوكي الجليد أمريكي وكندي، ولد في 1 فبراير 1985 في تورونتو في كندا.

## وصلات خارجية
- باتريك أوسوليفان على موقع دوري الهوكي الوطني (الإنجليزية)
- باتريك أوسوليفان على موقع قاعة مشاهير الهوكي (لاعب أن.إتش.أل) (الإنجليزية)
- باتريك أوسوليفان على موقع EliteProspects.com (الإنجليزية)
- باتريك أوسوليفان على موقع HockeyDB.com (الإنجليزية)
- باتريك أوسوليفان على موقع Hockey-Reference.com (الإنجليزية)